# Komitet Antyterrorystyczny
Komitet Antyterrorystyczny (ang. The Counter Terrorism Committee – CTC) – pomocnicza struktura ONZ odpowiedzialna za bezpieczeństwo międzynarodowe, powołana 28 września 2001 na podstawie Rezolucji 1373, w związku z atakami terrorystycznymi z 11 września 2001 w Stanach Zjednoczonych.
Celem Komitetu jest monitorowanie wszystkich działań, które będą uznane przez Radę Bezpieczeństwa ONZ za zasadne do podjęcia kroków niezbędnych do zwalczania terroryzmu. W skład Komitetu weszło 15 przedstawicieli członków Rady Bezpieczeństwa ONZ. Głównym zadaniem Komitetu jest doradzanie państwom członkowskim, w jaki sposób dostosować obowiązujące w tych państwach prawo, tak aby jak najskuteczniej wypełniać postanowienia Rezolucji 1373. Jednak nie ma on możliwości nakładania sankcji na państwa niewypełniające postanowień tej rezolucji.
Do końca 2002 175 państw, w tym Polska, przedstawiło Komitetowi raporty dotyczące wprowadzania w życie Rezolucji 1373. Raporty stanowiły podstawę do wytypowania państw mogących służyć pomocą państwom mającym problemy z wprowadzaniem w życie Rezolucji 1373. Sekretarz generalny Organizacji Narodów Zjednoczonych
Kofi Annan doceniając pracę Komitetu Antyterrorystycznego, powiedział, że „praca Komitetu oraz wola współpracy wykazana przez kraje członkowskie jest bezprecedensowa i wyjątkowa”.
26 marca 2004 w celu wspierania działania CTC na poziomie technicznym, w zakresie wzmocnienia i koordynacji procesu monitoringu implementacji Rezolucji 1373, Rada Bezpieczeństwa na mocy Rezolucji 1535 powołała Zarząd Wykonawczy Komitetu Antyterrorystycznego – The Counter-Terrorism Committee Executive Directorate (CTED).
14 września 2005 Rada Bezpieczeństwa uchwaliła Rezolucję 1624 wzywającą wszystkie państwa do zakazania podżegania do działalności terrorystycznej oraz powiadamiania Komitetu Antyterrorystycznego o podjętych działaniach.
Rezolucja 2178 z 24 września 2014 wzywa Komitet Antyterrorystyczny do wskazania głównych luk w zdolnościach państw członkowskich do wdrożenia Rezolucji 1373 i 1624.
Rezolucja 2354 z 24 maja 2017 wzywa Komitet Antyterrorystyczny komisji do dalszego przeglądu środków prawnych przyjętych przez państwa w ramach wdrażania Rezolucji 1373, 1624 i 2178 oraz do współdziałania z UNESCO, UNDP i innymi odpowiednimi agendami ONZ w celu rozpoznania i zapobiegania radykalizacji i rekrutacji do grup terrorystycznych.
Obecnie na forum ONZ trwa dyskusja nad przyjęciem Kompleksowej Konwencji ws. Zwalczania Terroryzmu – The Comprehensive Convention on International Terrorism (CCIT). Przeszkodą w przyjęciu  ww. dokumentu są  kwestie sporne dotyczące m.in. definicji terroryzmu, umieszczenia w dokumencie odniesień do terroryzmu państwowego, ocen źródeł terroryzmu oraz walki narodowowyzwoleńczej od działań terrorystycznych.